# 政府路
政府路是中華人民共和國上海市楊浦區一條東西走向道路。西起国京路，东至国和路，全长490米，宽10米，道路於中華民国20年至22年（1931年至1933年）间修建，中華民国21年（1932年）定名為政府路。